# Louis Bacon (financier)
Pour les articles homonymes, voir Louis Bacon.
Louis Moore Bacon, né le 25 juillet 1956 à Raleigh en Caroline du Nord, est un financier américain et le fondateur de Moore Capital Management (en), une société de gestion de fonds spéculatifs créée en 1989. Spécialisé dans les stratégies macroéconomiques globales, il a acquis une notoriété dans le secteur financier pour sa capacité à tirer parti des mouvements des marchés internationaux, notamment en période de volatilité. En 2019, il annonce cependant qu'il ferme les fonds spéculatifs de Moore Capital Management aux investisseurs externes, invoquant les défis croissants auxquels l'industrie est confrontée. Cette décision marque un tournant dans sa carrière, tandis qu'il se concentre désormais davantage sur la gestion de sa propre fortune.
En dehors du domaine financier, il s'est impliqué dans des initiatives de conservation environnementale, notamment par l'acquisition et la protection de terres aux États-Unis et aux Bahamas.

## Jeunesse
Bacon naît à Raleigh en Caroline du Nord le 25 juillet 1956. Son père, Zachary Bacon Jr., fonde la société immobilière Bacon & Co. et dirige plus tard les efforts immobiliers de Prudential Financial et de Merrill Lynch en Caroline du Nord.
Bacon est diplômé du Episcopal High School (en) à Alexandria en Virginie. Il étudie au Middlebury College dans le Vermont où il obtient son BA en littérature américaine en 1979,. Il rencontre Walter Frank alors qu'il travaille sur un bateau de pêche à Long Island et obtient un emploi de commis dans sa société spécialisée Walter N. Frank & Co pendant les étés de ses années universitaires. Il obtient ensuite son MBA en finance à la Columbia Business School en 1981,.
Alors qu'il est à Columbia, il négocie des matières premières en utilisant un prêt à faible taux d'intérêt qu'il a obtenu. Au cours des trois premiers semestres, il perd de l'argent et est contraint d'emprunter à son père pour payer ses frais de vie. Il réalise un profit au cours de son quatrième semestre.

## Carrière d'investisseur
Après avoir obtenu son MBA, il rejoint le programme de vente et de négociation de Bankers Trust. Plus tard, il quitte la société et retourne chez Walter N. Frank & Co. où il négocie des devises. Il prend un emploi sur le parquet au New York Cotton Exchange, travaillant comme « runner ». Il travaille ensuite comme courtier et négociant de contrats à terme financiers chez Shearson Lehman Brothers et devient finalement vice-président principal de leur division de négociation de contrats à terme,,.
En 1987, il fonde Remington Trading Partners. Ses perspicacités sur le marché lui permettent de réaliser des profits pendant le krach d'octobre 1987 et le rebond qui suit. En 1989, il utilise son deuxième prénom lorsqu'il fonde Moore Capital Management (en) ; en 1990, il fonde Moore Global Investments, utilisant 25 000 dollars hérités de sa famille.
En 2006, le magazine Forbes classe Bacon comme la 746e personne la plus riche du monde ; en 2011, il le classe 736e. En 2010, le Denver Post rapporte que la fortune de Bacon de 1,6 milliard de dollars le classe comme le 238e Américain le plus riche. En mars 2010, le magazine Forbes estime sa fortune à 1,5 milliard de dollars et le classe comme la 655e personne la plus riche du monde.
En décembre 2013, Bacon achète Taos Ski Valley au Nouveau-Mexique à la famille Blake, qui en est propriétaire depuis 1954.
En mars 2022, il détient une participation substantielle dans la startup Fisker Inc. avec 8,45 millions d'actions.

## Poursuites judiciaires

### Poursuite pour diffamation
En mai 2011, Bacon obtient une ordonnance du tribunal du Royaume-Uni, où il possède une propriété, contraignant la Fondation Wikimédia, WordPress et le Denver Post à révéler l'identité de personnes anonymes qui l'auraient diffamé sur leurs sites web. Le tribunal autorise Bacon à appliquer l'ordonnance pharmaceutique de Norwich (en) par e-mail contre ces sites web. Bacon demande l'ordonnance afin qu'il puisse lancer des procédures de diffamation contre les commentateurs en ligne qu'il accuse d'avoir publié des contenus diffamatoires à son sujet.
En mai 2011, la Haute Cour de Londres accorde à Bacon une ordonnance du tribunal pour obtenir des informations de la Fondation Wikimédia, du Denver Post, et de WordPress concernant les identités des utilisateurs d'Internet accusés de l'avoir diffamé dans leurs publications. Des experts juridiques suggèrent que la conformité avec les ordonnances est peu probable, étant donné la tradition américaine de liberté d'expression, et le fait que les tribunaux américains exigent généralement « des preuves réelles ou des allégations suffisantes de diffamation » avant d'accorder des ordonnances similaires,.
Les experts juridiques ne croient pas que l'ordonnance soit exécutoire aux États-Unis en raison de sa politique relative à la liberté d'expression. Initialement, la Fondation accepte de donner les informations aux solliciteurs de Bacon, mais déclare plus tard qu'elle ne coopérera qu'avec une ordonnance du tribunal aux États-Unis, déclarant « Veuillez noter que nous ne nous conformons pas aux assignations étrangères sans une menace immédiate pour la vie ou celle d'un membre, ». Automattic, qui possède WordPress, déclare que Bacon aura besoin d'une ordonnance du tribunal mais accepte de supprimer tout contenu diffamatoire de ses sites web.

### Poursuites judiciaires de Peter Nygård
Il est impliqué dans un litige juridique avec le dirigeant de la mode canadien Peter Nygård pendant plusieurs années, commençant par un différend concernant leurs propriétés mitoyennes aux Bahamas. À partir de 2007, le différend s'aggrave pour inclure 16 actions en justice entre Nygård et Bacon et leurs associés. En 2005, Nygård installe une grande dalle de béton sur la propriété de Bacon et ce-dernier obtient ensuite une injonction du tribunal pour la faire enlever. En 2007, Bacon installe des haut-parleurs de qualité industrielle au bord de sa propriété et les dirige vers la maison de Nygård. En été 2010, sa maison est perquisitionnée par la police bahaméenne, entraînant la saisie des haut-parleurs. Bacon affirme que c'est l'œuvre de Nygård, une accusation qu'il nie.
Début 2019, il est rapporté que Peter Nygård a déposé une plainte auprès de la Cour fédérale américaine à Manhattan alléguant que Bacon a violé des sections de la loi Racketeer Influenced and Corrupt Organizations Act. Vanity Fair rapporte que Nygård utilise également des sites de fausses nouvelles pour salir Bacon. En janvier 2015, celui-ci dépose une plainte en diffamation contre Nygård concernant ces allégations. Un juge de New York lui accorde plus de 203 millions de dollars en dommages-intérêts le 5 mai 2023. L'ordonnance du tribunal déclare que Nygård a mené une campagne de diffamation mondiale pendant près d'une décennie, affirmant qu'il s'agit « d'un plan délibéré de Nygård pour détruire personnellement et professionnellement Bacon ».

## Vie privée
En 1986, Bacon épouse Cynthia Pigott, une ancienne journaliste du magazine Newsweek. Ils divorcent en 2002, après avoir eu quatre enfants ensemble.
En 2007, il épouse Gabrielle Sacconaghi à Manhattan,. Ils résident à Oyster Bay avant de divorcer en 2022, après avoir eu trois enfants ensemble.
En novembre 2007, Bacon achète le Trinchera Ranch dans le comté de Costilla au Colorado à la famille Forbes. La propriété de 694 km² est vendue pour 175 millions de dollars. En 2010, il achète la plantation Orton (en) en Caroline du Nord, construite en 1735 par un ancêtre, Roger Moore, fils de James Moore (en).
En 2002, Bacon obtient la citoyenneté autrichienne, en raison d'une disposition spéciale pour les personnes ayant accompli des réalisations notables pour l'Autriche. La décision est critiquée, car aucune réalisation de Bacon au nom de l'Autriche n'est documentée.

## Opinions politiques et économiques
Bacon contribue à hauteur de 500 000 livres sterling au Parti conservateur britannique entre 2010 et 2016. Il sert également de collecteur de fonds pour le politicien américain Mitt Romney, qui est élu gouverneur du Massachusetts et se présente plus tard à la présidence. En 2015, Bacon fait un don de 1 million de dollars à un Super PAC soutenant la candidature présidentielle de Jeb Bush.

## Fortune
En 1991, Bacon est 20e sur la liste des 100 plus grands gagnants de Wall Street de Financial World (en).

## Philanthropie
En 1992, Bacon crée The Moore Charitable Foundation (MCF) pour apporter un soutien financier aux organisations à but non lucratif qui œuvrent pour préserver et protéger l'habitat faunique et améliorer les systèmes aquatiques. Il fait un don de plus d'un million de dollars à l'organisation environnementale à but non lucratif Riverkeeper (en),.
En juin 2012, le secrétaire à l'Intérieur des États-Unis Ken Salazar et le directeur du United States Fish and Wildlife Service Daniel M. Ashe (en) annoncent que Bacon a l'intention de faire don d'une servitude environnementale totalisant environ 90 000 acres dans les monts Sangre de Cristo bordant la San Luis Valley (en) dans le Colorado. Cette servitude fournira le terrain fondateur pour le projet de nouvelle zone de conservation de Sangre de Cristo.
Bacon est propriétaire du Trinchera Blanca Ranch situé dans la San Luis Valley. La section Trinchera du ranch est actuellement protégée par une servitude administrée par Colorado Open Lands. La nouvelle servitude environnementale que Bacon a l'intention de donner est destiné à protéger Blanca – protégeant ainsi la totalité des 172 000 acres de terres.
En plus de son travail au Colorado, Bacon aide à préserver et protéger des terres écologiquement sensibles à New York, en Caroline du Nord et aux Bahamas. Ses principaux projets de conservation comprennent :
- Robins Island (en), Long Island, New York : Après avoir acheté le « Joyau du Peconic » en 1993, Bacon assure la protection permanente des terres par une servitude environnementale et entreprend de restaurer un habitat naturel qui se détériorait depuis 300 ans[36] ;
- Cow Neck Farm, Long Island, New York : La Cow Neck Preserve de Bacon achète la ferme en 1998 et fait don d'une servitude environnementale de 540 acres au Peconic Land Trust, empêchant ainsi le développement et assurant la protection de l'habitat de la région[37],[38] ;
- Lyford Cay, Bahamas : Bacon est impliqué dans la restauration environnementale de Lyford Cay[39].

## Postérité et distinctions
En 2008, il est intronisé au Temple de la renommée des gestionnaires de fonds spéculatifs de l'Institutional Investors Alpha.
En 2013, il est lauréat de la médaille Audubon, décernée en reconnaissance de ses réalisations exceptionnelles dans le domaine de la conservation et de la protection de l'environnement. En 2016, Bacon reçoit un Theodore Roosevelt Conservation Partnership's Lifetime Conservation Achievement Award pour avoir autorisé des servitudes environnementales sur plus de 210 600 acres aux États-Unis.